# Pietro Apiano
Pietro Apiano (Leisnig, 16 aprile 1495 – Ingolstadt, 21 aprile 1552) è stato un astronomo, matematico e cartografo tedesco.
Era il padre del cartografo Filippo Apiano.

## Biografia
Nacque a Leisnig, in Sassonia, da una famiglia di umili origini, figlio di un calzolaio. Entrò all'Università di Lipsia nel 1516 e latinizzò il cognome Bienewitz (= delle api) in Apiano (Biene è il corrispettivo tedesco per l'italiano ape). All'Università di Vienna fu allievo del matematico, astronomo e astrologo Georg Tannstetter, noto come Collimitius (1481-1530), fino al 1523. Dal 1520 pubblicò opere che rinnovarono la cartografia grazie a efficaci metodi di rilevamento. Nel Cosmographicus liber (Landshut, 1524) Apiano usò la balestriglia per misurare le distanze lunari, sulle quali Amerigo Vespucci (1451-1516) e Johann Werner (1468-1528) avevano contato per determinare la longitudine di un luogo. In un'aggiunta all'opera Apiano introdusse alcuni strumenti per misurare il tempo durante la notte, fra cui il compasso lunare e il notturnale. Nel 1527 fu nominato professore all'Università di Ingolstadt. Acquistò in breve grande fama di astronomo e astrologo.

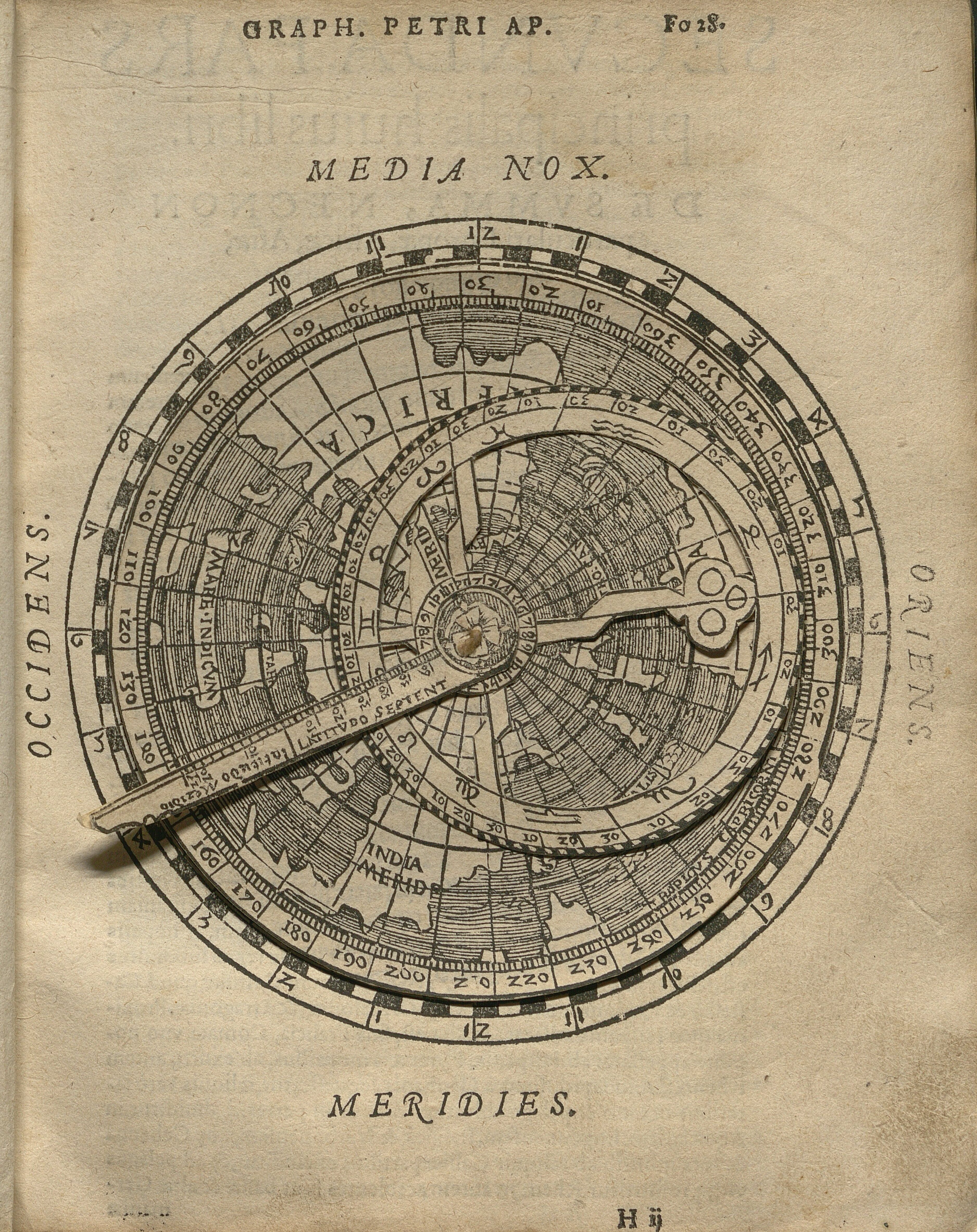
Una pagina della Cosmographia Petri Apiani, 1564

Dopo attente osservazioni della cometa del 1531, Apiano stampò la Practica (Landshut, 1532), dove riferì l'importante scoperta che la coda di una cometa è diretta sempre in direzione opposta al Sole, cosa che confermò con l'osservazione della cometa C/1532 R1, apparsa nei cieli tedeschi dal 25 settembre al 20 novembre 1532 e da lui ritratta in una xilografia. Compose vari scritti sugli strumenti per il calcolo e l'osservazione astronomica. Perfezionò il torqueto, utile per misurare le coordinate eclittiche, equatoriali e altazimutali di un astro. Nell'Instrumentum primi mobilis (Norimberga, 1534), sul calcolo trigonometrico, presentò invece un dispositivo per trovare i seni degli angoli. Nel 1536 pubblicò una celebre mappa delle 48 costellazioni tolemaiche. Il capolavoro di Apiano è però l'Astronomicum Caesareum (Ingolstadt, 1540), dedicato all'imperatore Carlo V (1500-1558). L'opera presenta una ricca serie di equatoria, o volvelle: strumenti costituiti da dischi di carta sovrapposti, mutuamente rotanti, per calcolare e prevedere, con l'ausilio di fili, le posizioni dei pianeti. Nel 1541 l'Astronomicum valse a Apiano la nomina a matematico imperiale; da allora egli s'incontrò spesso con Carlo V per dargli consigli astrologici.

## Opere

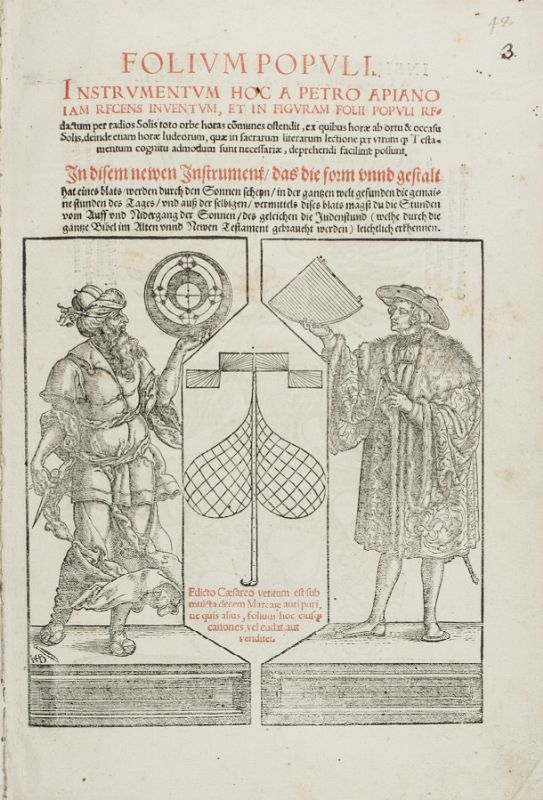
Folium populi, 1533

- (LA) Cosmographicus liber, Landshut, Johann Weissenburger, 1524.[1]
  - (LA) Cosmographicus liber, Anversa, Jean Bellère, 1584.
- (DE) Ein newe und wolgegründete underweisung aller Kauffmanns Rechnung in dreyen Büchern, mit schönen Regeln und fragstücken begriffen, Ingolstadt, 1527. (un manuale di aritmetica commerciale).
- (DE) Ein kurtzer bericht der Observation unnd urtels des jüngst erschinnen Cometen, Ingolstadt, 1532. (sulle sue osservazioni di comete).
- (LA) Quadrans Apiani astronomicus, Ingolstadt, 1532.
- (LA) Horoscopion Apiani, Ingolstadt, 1533. (sulle meridiane).
- (LA) Folium populi. Instrumentum hoc..., Ingolstadt, 1533.
- (LA) Instrumentum primi mobilis, Norimberga, Johann Petreius, 1534. (opera di trigonometria che contiene una tavola di seni).
- (LA) Astronomicum Caesareum, Ingolstadt, 1540.